# Stimmkopf
Als Stimmkopf wird das Lautbildungsorgan der Vögel bezeichnet. Der wissenschaftliche Name Syrinx leitet sich von der Panflöte ab, die nach einer griechischen Nymphe auch Syrinx genannt wird. Der Stimmkopf wird auch als unterer Kehlkopf bezeichnet. Der eigentliche, „obere“ Kehlkopf dient bei Vögeln ausschließlich zur Trennung von Luft- und Nahrungsweg und nicht zur Stimmbildung (Vogelgesang), er besitzt auch keine Stimmbänder (Stimmlippen, Stimmfalten).

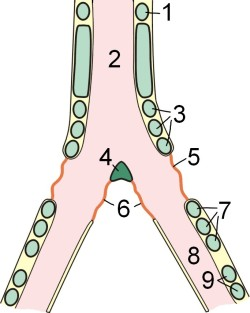
Schema einer tracheobronchalen Syrinx
1 Letzter freier Knochenring der Luftröhre
2 Tympanum
3 Vordere Gruppe der Syrinxringe
4 Pessulus
5 Membrana tympaniformis lateralis
6 Membrana tympaniformis medialis
7 Hintere Gruppe der Syrinxringe
8 Hauptbronchus
9 Bronchialknorpel

Der Stimmkopf liegt bei den meisten Vögeln an der Aufspaltung der Luftröhre (Trachea) in die beiden Hauptbronchien (sogenannter tracheobronchaler Stimmkopf). Bei einigen Arten ist er direkt in der Trachea lokalisiert (trachealer Stimmkopf), bei einigen eher in den Hauptbronchien (bronchaler Stimmkopf).

## Aufbau
Die tracheobronchale Syrinx beginnt mit einem kompakten Hohlraum, dem Tympanum (2). Er entsteht durch Verschmelzung der hinteren Knochenringe der Trachea. Bei den männlichen Entenvögeln besitzt das Tympanum eine linksseitige Erweiterung (Bulla syringealis). Im Inneren befindet sich an der Aufspaltung der Hauptbronchien ein knöcherner Steg, der Pessulus (4). Vom Tympanum setzen sich auf die Bronchien die Syrinxringe fort, die in zwei Gruppen unterteilt werden (3, 7). Zwischen beiden Gruppen ist außen eine Membran eingespannt, die Membrana tympaniformis lateralis (5). Auch an der Innenseite ist eine Membrana tympaniformis medialis (6) ausgespannt. Sie setzt sich nach unten in das Bindegewebe fort, das die C-förmigen Bronchialknorpel (9) schließt.

## Funktion
Die Spannung der insgesamt vier Syrinxmembranen kann durch Muskeln verändert werden. Hochfrequente Exspirationen lösen Schwingungen dieser Membranen aus, die durch die Muskeln moduliert werden und in ihrer Gesamtheit den artspezifischen Gesang der Vögel hervorrufen. Diese Vogelstimmen sind oftmals so charakteristisch, dass eine Artbestimmung allein vom Gesang her möglich ist, ohne dass der Vogel gesehen werden muss.
Eine Reihe von Vögeln ist in der Lage, die Syrinxmembranen beider Seiten unabhängig voneinander zu betätigen und somit zweistimmige Gesänge zu erzeugen. Kuhstärlinge (Gattung Molothrus) nutzen abwechselnd linke und rechte Seite, so dass sie sehr schnelle Tonfolgen (bis zu 30 Töne pro Sekunde) erzeugen können.

## Andere Mechanismen der Tonerzeugung
Neben dem eigentlichen Stimmorgan nutzen Vögel weitere Mechanismen zur Erzeugung von Lauten, wie:
- Stampfen mit dem Fuß (z. B. Blässhuhn)
- Klappern mit den Kiefern, also Ober- und Unterschnabel (z. B. Störche, Fregattvögel, Eulen)
- Flügelschlag (z. B. Ringeltaube), bei manchen Arten sind spezialisierte Federn für die Lauterzeugung ausgebildet
- Geräuschbildung bei Sturzflug mit abgespreizten, äußeren Steuerfedern, erzeugt ein "meckerndes" Geräusch (Bekassine) Bekassine#Lautäußerungen  -   Datei:Gallinago gallinago.ogg
- Klopfgeräusche (Spechte)